# Stethorrhagus chalybeius
Stethorrhagus chalybeius is een spinnensoort uit de familie van de loopspinnen (Corinnidae).
De wetenschappelijke naam van de soort werd in 1866 als Hypsinotus chalybeius gepubliceerd door Ludwig Carl Christian Koch.